# Aurel Dragomir
Aurel Dragomir (n. 16 iulie 1953) este un fost deputat român în legislatura 1992-1996, ales în județul Covasna pe listele partidului PUNR.